# Mörttjärnen (Färila socken, Hälsingland)
Mörttjärnen är en sjö i Ljusdals kommun i Hälsingland och ingår i Ljusnans huvudavrinningsområde.